# Monogram Pictures
Monogram Pictures foi um dos vários estúdios que compunham o chamado Poverty Row, denominação dada às pequenas produtoras de Hollywood especializadas em filmes B. A Monogram esteve ativa de 1931 a 1952, quando fundiu-se com a Allied Artists Productions, Inc. para formar a Allied Artists Pictures Corporation.
Pouco mencionada pelos historiadores, a Monogram oferecia ao público um produto barato, frequentemente vulgar, mal acabado e, em última análise, perfeitamente esquecível. A duração girava em torno de uma hora ou pouco mais, com raros exemplos que ultrapassavam os setenta minutos. Durante duas décadas, o estúdio entregou aos exibidores produções "arroz com feijão" -- faroestes, comédias, dramas etc—sem nenhum valor artístico mas de orçamento tão baixo que não tinham como não dar lucro. Muitas delas se tornaram bastante populares, especialmente séries cinematográficas, como The Bowery Boys e Charlie Chan.

## História

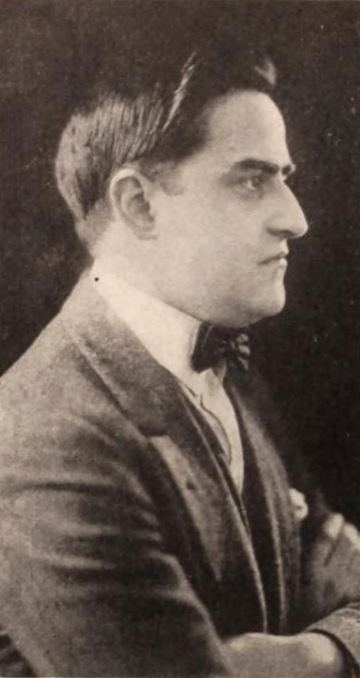
W. Ray Johnston, fundador da Monogram Pictures, em fotografia de 1921

A Monogram tem sua origem na pequena Rayart productions, produtora criada por W. Ray Johnston em 1924. A Rayart distribuiu seus faroestes, melodramas e seriados até 1929, quando já mudara o nome para Syndicate Film desde o ano anterior. A Syndicate tornou-se Monogram em 1931, com Trem Carr escolhido por Johnston para ser o chefe de produção.
Os primeiros filmes da Monogram não se distinguiam daqueles produzidos por outras companhias independentes. Eram faroestes e melodramas que reduziam custos ao aproveitar cenas de arquivo de outras produções. Os lançamentos mais notáveis dessa fase são The Thirteenth Guest, um suspense de 1932 estrelado por Ginger Rogers; a série de 16 faroestes com um John Wayne em início de carreira, produzidos entre 1933 e 1935; e adaptações de romances clássicos: Oliver Twist e Black Beauty, ambos de 1933, e Jane Eyre (1934).
Em 1935, a Monogram e a Mascot Pictures (outro estúdio do "poverty row") fundiram-se com a Consolidated Film Industries, laboratório de Herbert J. Yates que produzia efeitos especiais, entre outras coisas. Da fusão nasceu a Republic Pictures, que também incorporou outras duas pequenas companhias: Majestic Pictures e Liberty Pictures. Entretanto, um ano depois, atritos entre Yates e Trem Carr resultaram na saída deste e de Johnston da empresa. Com isso, a Monogram foi ressuscitada, com Johnston novamente como presidente e Carr na chefia de produção.
Mais ambiciosa, essa nova fase aumentou o número de lançamentos, que passou de trinta, no máximo, para uma média de quarenta filmes anuais. Esforços foram feitos para desenvolver séries com atores ou personagens, um campo em que a Monogram se destacou. Assim, o mercado foi inundado por comédias familiares e adolescentes, aventuras na África e no Alasca, ação com heróis populares como The Shadow e Charlie Chan e, acima de tudo, faroestes e mais faroestes estrelados pelos cowboys Johnny Mack Brown, Tex Ritter e Buck Jones, entre muitos e muitos outros. Mais que qualquer outro estúdio, a Monogram possuía um dos melhores sítios para gravação de faroestes em toda Hollywood. Seu maior problema era destinar orçamentos maiores que o normal para os primeiros filmes de cada série e depois ir diminuindo-os consideravelmente, o que resultava em dramática perda de qualidade. Contudo, apesar da ênfase em faroestes, a mais durável de todas essas séries foi uma comédia, The Bowery Boys, derivada de The East Side Kids (outra série do estúdio...), cujas produções se estenderam de 1946 a 1958, já na Allied Artists.
Foi com produtos desse naipe que a Monogram tornou-se a maior rival da Republic pelos 15 anos seguintes, apesar de não contar com o glamour e o prestígio desta.
Artistas com a carreira em decadência, como Harry Langdon, Kay Francis e Bela Lugosi, também se submeteram aos humildes produtos do estúdio.
Em 1945, W. Ray Johnson deixou a presidência para tornar-se o Presidente do Conselho de Administração. Seu lugar foi ocupado por Steve Broidy, ex-gerente de vendas. No ano seguinte, Broidy criou a Allied Artists, uma subsidiária da Monogram que cuidaria da produção de filmes com orçamentos mais generosos. No entanto, em pouco tempo já não havia diferenças reais entre as duas companhias, tanto em termos de conteúdo quanto de qualidade.
Em novembro de 1953, enfim, Monogram e Allied Artists tornaram-se um único estúdio, com o nome completo de Allied Artists Pictures Corporation. Filmes produzidos ainda pela Monogram naquele ano foram distribuídos pela nova companhia.
Chegava ao fim um estúdio cujo catálogo, em sua maioria, "não merece uma segunda (ou mesmo primeira) olhada", mas que venceu onde tantas outras companhias independentes falharam.

## Séries

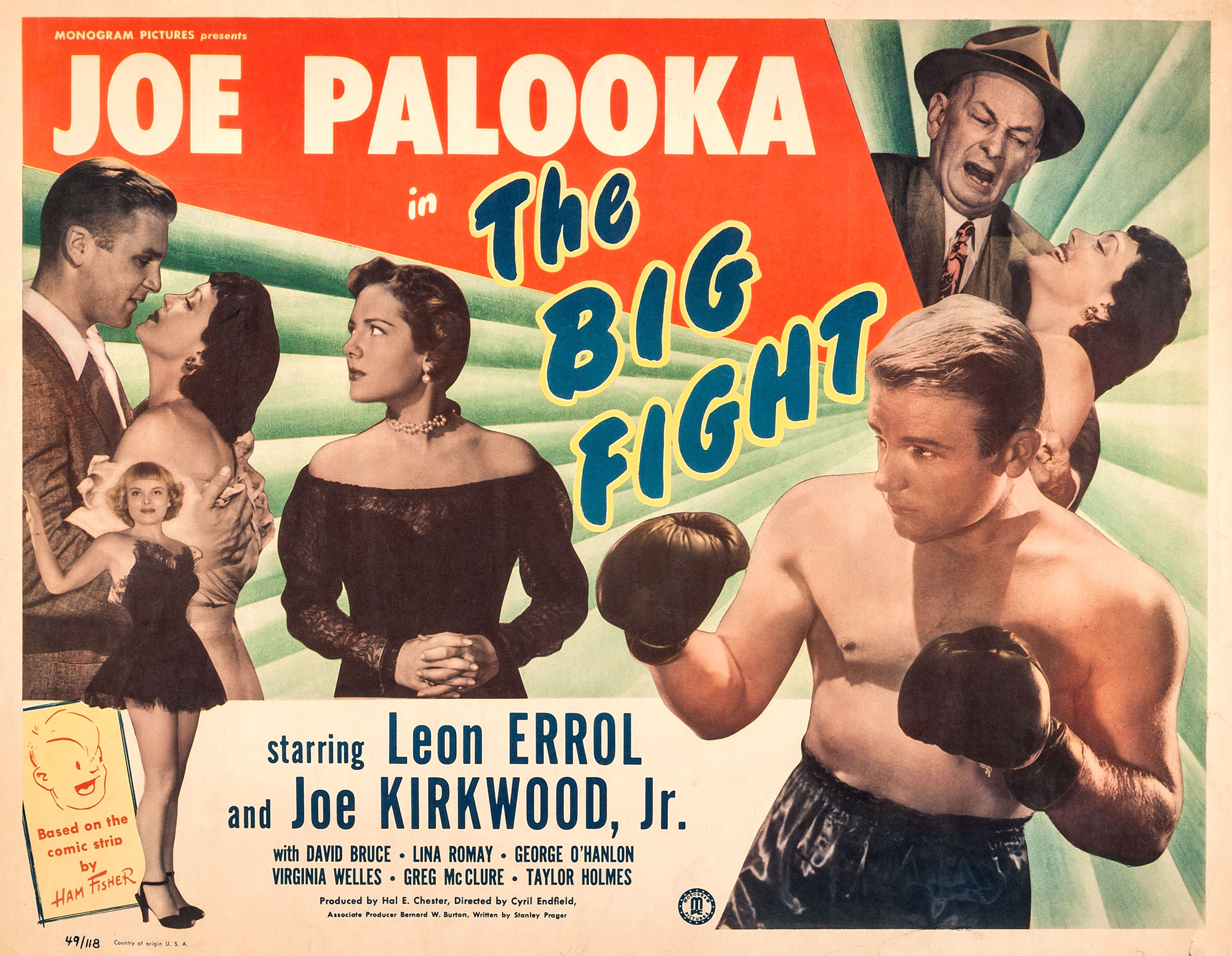
Cartaz de Joe Palooka in the Big Fight (1949), uma das onze comédias dramáticas produzidas com o boxeador dos quadrinhos, criado em 1921 por Ham Fisher

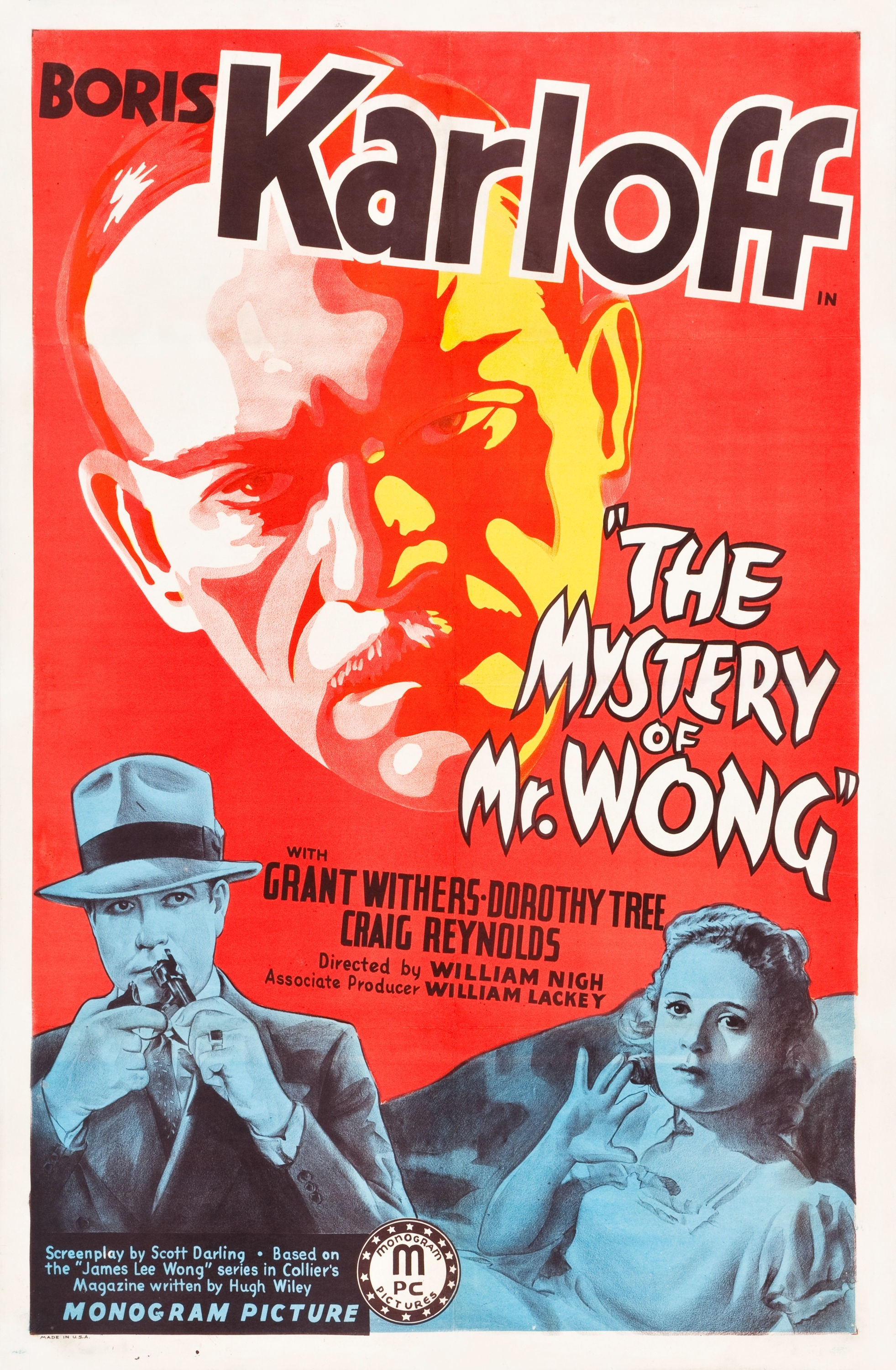
Cartaz de The Mystery of Mr. Wong (1939), segundo dos seis filmes que a Monogram produziu com o detetive sino/americano James Lee Wong, ou, simplesmente, Mr. Wong

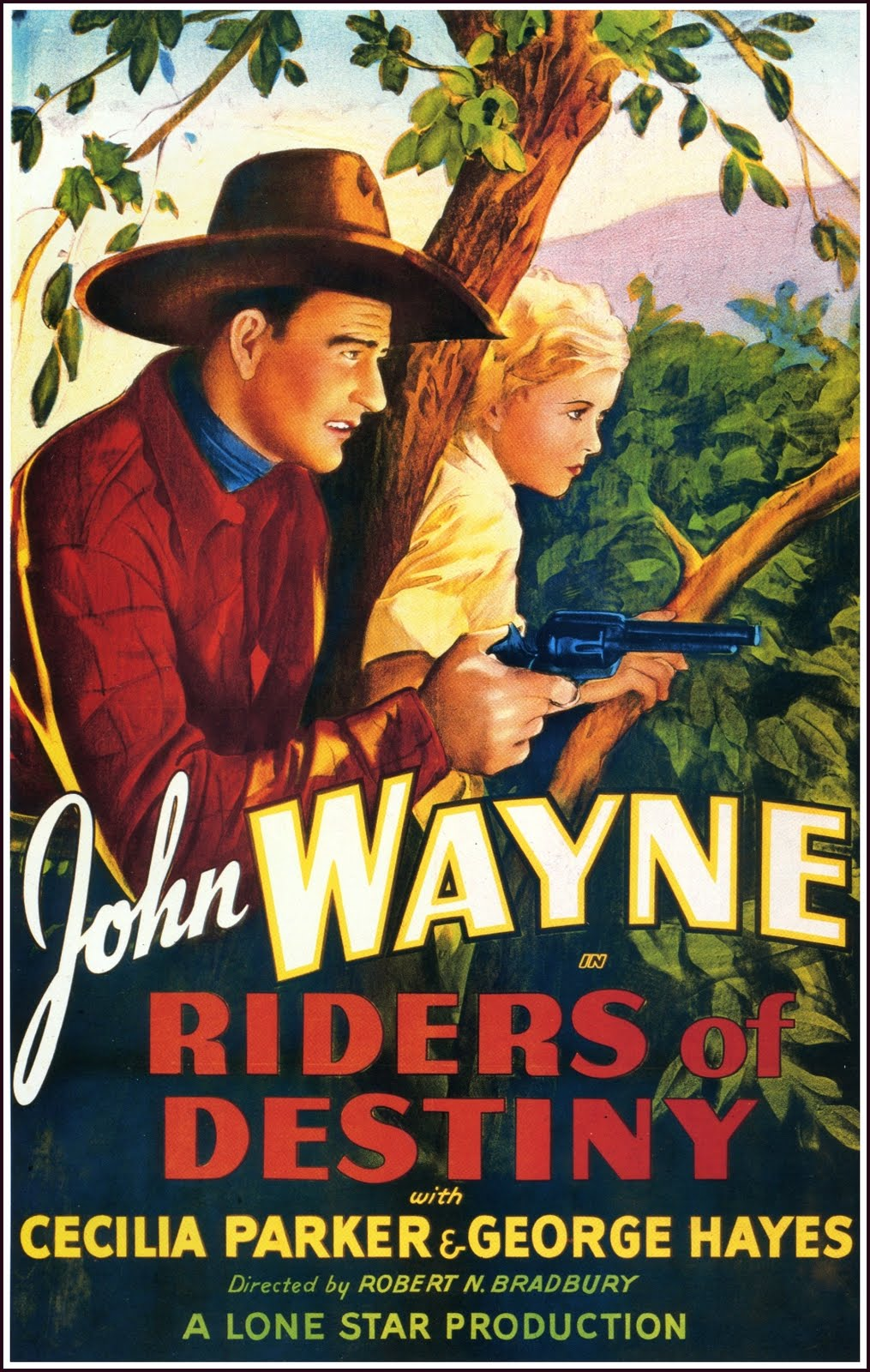
Cartaz de Riders of Destiny (1933), primeiro dos 16 modestos faroestes que John Wayne fez na pequenina Lone Star Productions. Assim como os outros, o filme foi distribuído pela Monogram

Ao contrário da Republic, Columbia Pictures e Universal Pictures, a Monogram nunca produziu um único seriado. Sua especialidade eram séries dos mais diversos gêneros, conforme relação abaixo (um "*" significa que a série continuou na Allied Artists, a partir de 1953):

### Aventura
- Tailspin Tommy (1939, 4 filmes) - estrelada por John Trent
- Bomba, the Jungle Boy (1949-1952, 8 filmes)* - estrelada por Johnny Sheffield

### Comédia
- The East Side Kids (1940-1945, 22 filmes) - estrelada por Leo Gorcey, Bobby Jordan e outros
- Snuffy Smith (1942, 2 filmes) - estrelada por Bud Duncan
- The Teen Agers (1946-1948, 7 filmes) - estrelada por Freddie Stewart, June Preisser e outros
- Jiggs and Maggie (1946-1950, 5 filmes) - estrelada por Joe Yule e Renie Riano
- Joe Palooka (1946-1951, 11 filmes) - estrelada por Joe Kirkwood, Jr.
- The Bowery Boys (1946-1952, 28 filmes)* - estrelada por Leo Gorcey, Huntz Hall e outros
- Henry Latham (1949-1951, 5 filmes) - estrelada por Raymond Walburn

### Mistério/Suspense
- Mr. Wong (1938-1940, 6 filmes) - estrelada por Boris Karloff e, somente no último, por Keye Luke
- Kitty O'Day (1944-1945, 2 filmes) - estrelada por Jean Parker
- Charlie Chan (1944-1949, 17 filmes) - estrelada por Sidney Toller (11 primeiros) e Roland Winters (6 últimos)
- The Shadow (1946, 3 filmes) - estrelada por Kane Richmond

### Faroeste

#### Cowboys
- Bill Cody (1931-1932, 8 filmes), Tom Tyler (1931-1932, 8 filmes), Rex Bell (1932-1933, 8 filmes), Bob Steele (1932-1933, 8 filmes), John Wayne (1933-1935, 16 filmes), Jack Randall (1937-1940, 22 filmes), Tom Keene (1937-1942, 12 filmes), Tex Ritter (1938-1941, 20 filmes), Tim McCoy (1938, 4 filmes), Johnny Mack Brown (1943-1952, 66 filmes), Jimmy Wakely (1944-1949, 28 filmes), Whip Wilson (1949-1952, 22 filmes), Kirby Grant (1949-1952, 7 filmes), Wayne Morris (1951-1952, 2 filmes)*, Wild Bill Elliott (1951-1952, 4 filmes)*

#### Heróis
- Renfrew of the Mounties (1939-1940, 6 filmes) - interpretado por James Newill
- The Cisco Kid (1945-1947, 9 filmes) - interpretado por Duncan Renaldo (3 primeiros) e Gilbert Roland (6 últimos filmes)
- Wild Bill Hickok (1952, 4 filmes)* - interpretado por Guy Madison

#### Trios
- The Range Busters (1940-1943, 24 filmes) - interpretado por John King, Max Tehune e Ray Corrigan (David Sharpe nos filmes 17 a 20 e Dennis Moore nos 4 últimos)
- The Rough Riders (1941-1942, 9 filmes) - interpretado por Buck Jones, Raymond Hatton e Tim McCoy (substituído por Rex Bell no último)
- The Trail Blazers (1943-1944, 8 filmes) - interpretado por Ken Maynard (substituído por Chief Thunder Cloud nos dois últimos), Hoot Gibson, Bob Steele

## A Monogram e o Oscar
Ainda que singelas, algumas produções do estúdio foram contempladas com indicações ao Oscar da Academia de Artes e Ciências Cinematográficas. São elas:
| Título                  | Ano  | Categoria                                             | Situação |
| ----------------------- | ---- | ----------------------------------------------------- | -------- |
| King of the Zombies     | 1941 | Melhor Trilha Sonora                                  | Indicado |
| Klondike Fury           | 1942 | Melhor Trilha Sonora                                  | Indicado |
| Lady, Let's Dance       | 1944 | Melhor Canção Original Melhor Trilha Sonora (Musical) | Indicado |
| Dillinger               | 1945 | Melhor Roteiro Original                               | Indicado |
| G. I. Honeymoon         | 1945 | Melhor Trilha Sonora (Drama ou Comédia)               | Indicado |
| Sunbonnet Sue           | 1945 | Melhor Trilha Sonora (Musical)                        | Indicado |
| Climbing the Matterhorn | 1947 | Melhor Curta-metragem em Live-Action: 2 Bobinas       | Vencedor |

## Filmografia

#### Curtas-metragens
- Port O'Call Novelties (1933-1934) - série de 13 filmetes, produzidos e narrados por Deane H. Dickason
- Tillie's Punctured Romance (1941) - relançamento com metragem reduzida da comédia de 1914 dirigida por Mack Sennett e estrelada por Charlie Chaplin e Marie Dressler
- Climbing the Matterhorn (1947) - documentário dirigido por Irving Allen, premiado com o Oscar de Melhor Curta-metragem em Live-Action: 2 Bobinas
- Little Rascals (1950) - relançamento de 80 comédias da Our Gang, originalmente produzidas por Hal Roach. A MGM detinha os direitos do nome "Our Gang", daí a série ser renomeada para "Little Rascals".[1]

#### Longas-metragens
Ver "Lista dos filmes da Monogram Pictures" abaixo.